# さんさんサタデー
『UMKさんさんサタデー』（ユーエムケー さんさんサタデー）は、テレビ宮崎で毎週土曜日の昼12時枠に生放送されていたローカルワイド番組である。

## 概要
- 全国番組で紹介されたことで一躍有名となり、テレビ宮崎及び同社アナウンサーの知名度向上に一役買った。

- それまで放送されていた自社制作番組『スタジオ3時』の終了を受け、1977年4月2日に土曜日正午からの番組として放送開始。1992年9月26日に終了するまで、放送回数は実に788回を数える長寿番組であった。

- 当初は『レディス4』の様な実直で真面目な情報番組だったが、南出雅之（UMKアナウンサー）が出演するようになってからはバラエティ色の濃い番組に変貌して行き、80年代にはバラエティー番組色に染まった。

「マー坊」「バニー」など、ローカル局では異例とも言える強烈なキャラクターを生み出す。
- また、高橋巨典（当時UMKアナウンサー）も「珍々マン」の名称でリポーターとして出演。南出の路線を引き継ぎ、今日の全国区に至る礎を築いた。

- 夏期に行われた宮崎県総合運動公園水泳場の飛び込み台で行う飛び込みは、いわゆるお笑い芸人が失敗したら水に落ちる等の体を張って行う企画と同様で、何かの罰ゲームではないが、飛び込む出演者の恐怖に慄く様や「無理」と拒否する様が視聴者にウケ、番組の名物となっていた[1]。このほかにも、番組開始当初、前半に「10人抜き歌合戦」のコーナーが組まれるなど、試行錯誤を繰り返しながら、数多の名物コーナーを送り出した。

- 1980年代後半に放送された『金曜おもしろバラエティ〜さんま・一機のその地方でしか見られない面白そうな番組を全国のみんなで楽しく見ちゃおうとする番組』シリーズで取り上げられたことで、一躍番組のみならず、社全体までもが全国的認知を得ることとなり、その後NGシーンはフジテレビのNG大賞にも多数ノミネートされた。

- 終了後は、『UMK土曜メッセ』を経て『UMKスーパーサタデー JAGA2天国』と、この番組が作り上げた“伝統”が受け継がれている。

- タイトルに出ていた顔のある花のマークは2019年5月にスタートした「火曜ゴールデン よかばん!!」のタイトルにも使われている。

- 宮崎出身の漫画家東村アキコが放送当時見ていたと語り、盲腸で入院した時も見ていたらしく、笑ったら盲腸の傷が開くにも関わらず笑わずにいられず傷が開いて血が出た状態で笑っていたと語る。

- 宮崎市出身のお笑い芸人永野は学生時代に出た事がある。同じ日に日野誠も出た。

## 主なコーナー
とことんふるさと
『さんま・一機』で最初に取り上げられたのはこのコーナーであり、「泥んこプロレス」も展開された。
ダウンダウンセール
壽屋とタイアップしたテレビショッピング。『さんま・一機』で取り上げられた時の店員(調所優一郎 元大阪の漫才師)もまた強烈なキャラクターの持ち主だった。仕草や喋り方から小堺一機と明石家さんまにはオカマっぽい人と言う印象を持たれてしまう。ロッキー田口、高橋巨典、Mr.バニーとポーズを取りなから「安くなったわよ。奥さーん」と決め台詞を言ってコーナーを締めるのが定番
ごはんマン、ごはん娘
中継で食事の店を紹介するコーナー。後に『UMKスーパーサタデー JAGA2天国』の「食王」に引き継がれた。
さんサタスポーツニュース
『さんま・一機』では、UMKチーム対地元消防団チームのソフトボールの試合が取り上げられていたが、実際には“珍プレー”集であった。高橋巨典のセクシャル・ハラスメント紛いの発言も飛び出した。
土曜はてげてげ
野呂圭介がリポーターとして県内に住む高齢者宅へ赴き、住んでいる高齢者自身の昔話等を聞いたりして語らう。最後には記念樹を植樹する。このコーナーで植樹した旨を示すプレートも建てる。後にMRTラジオが『吼えろ!90歳』というこのコーナーに類似した番組を放送している。
よだきんぼごーごー

## 歴代出演者
司会者
- 石飛ひろあき
- 甲斐三枝子（現:田中三枝子）
- 南出雅之（当時UMKアナウンサー）
- 岸川智美
- 飛松聡子（当時UMKアナウンサー）
- 島崎富佐子（現姓:成井） - もともとはUMKアナウンサーだったが、Mr.バニーと職場結婚してフリーに転向。
- 戸澤真帆（当時UMK社員）

その他の出演者
- 高橋巨典（当時UMKアナウンサー）
- 寺原重次[2] - 基からローカルタレント・宮崎弁の語り部として活躍し、その傍ら小学校・中学校教諭としても活動。番組を勇退後も2024年に死没（享年94）するまで、語り部の会を通して宮崎弁の方言普及に尽力、2020年の宮崎県文化賞・文化功労特別賞を受ける[3]。
- マー坊（重信優）- 番組途中で降板。番組では降板理由を津軽三味線の修行としていたが、後に「番組のギャラが安かった。当時、鬼太鼓座とのアメリカ公演と番組のどちらかを選択しなければならなかったが、鬼太鼓座とのアメリカ公演のギャラの方が高かった為、そっちを選んだ」と語っている。2021年1月24日肝臓がんにより他界。
- Mr.バニー（成井一充） （当時UMKディレクター）
- ロッキー田口（料理店経営、ローカルタレント）
- 相田久雄（当時UMKアナウンサー） - 元祖ごはんマン。
- 塚田誉（当時UMKアナウンサー、のちテレビ金沢アナウンサー） - ごはんマン。
- 貴島あゆ美（当時UMKアナウンサー） - ごはん娘。
- 野呂圭介
- 調所優一郞 - ドキドキおじさん。
- ほか

## テーマ音楽
- READY TO FLY （高中正義）